# Joseph Hormisdas Rainville
Pour les articles homonymes, voir Rainville (homonymie).
Joseph Hormisdas Rainville, né le 8 mars 1875 et mort le 14 avril 1942, est un avocat et homme politique canadien.

## Biographie
Né à Sainte-Angèle dans la région de la Montérégie, il étudia à l'Université Laval. Admis au Barreau du Québec en 1900, il part pratiquer le droit dans la région de Montréal. En 1930, il devient président de la Commission du Port de Montréal. Il est nommé Chevalier de la Légion d'honneur française en 1934.
Élu député du Parti conservateur dans la circonscription fédérale de Chambly—Verchères en 1911, il fut défait en 1917. En 1932, le premier ministre Richard Bedford Bennett lui propose le poste de sénateur de la division de Repentigny, poste qu'il occupe jusqu'à son décès en 1942.
Son oncle, Henri-Benjamin Rainville, a été député provincial de Montréal no 3 de 1890 à 1892 et de 1897 à 1904.